# Konviktstraße 6 (Dillingen an der Donau)

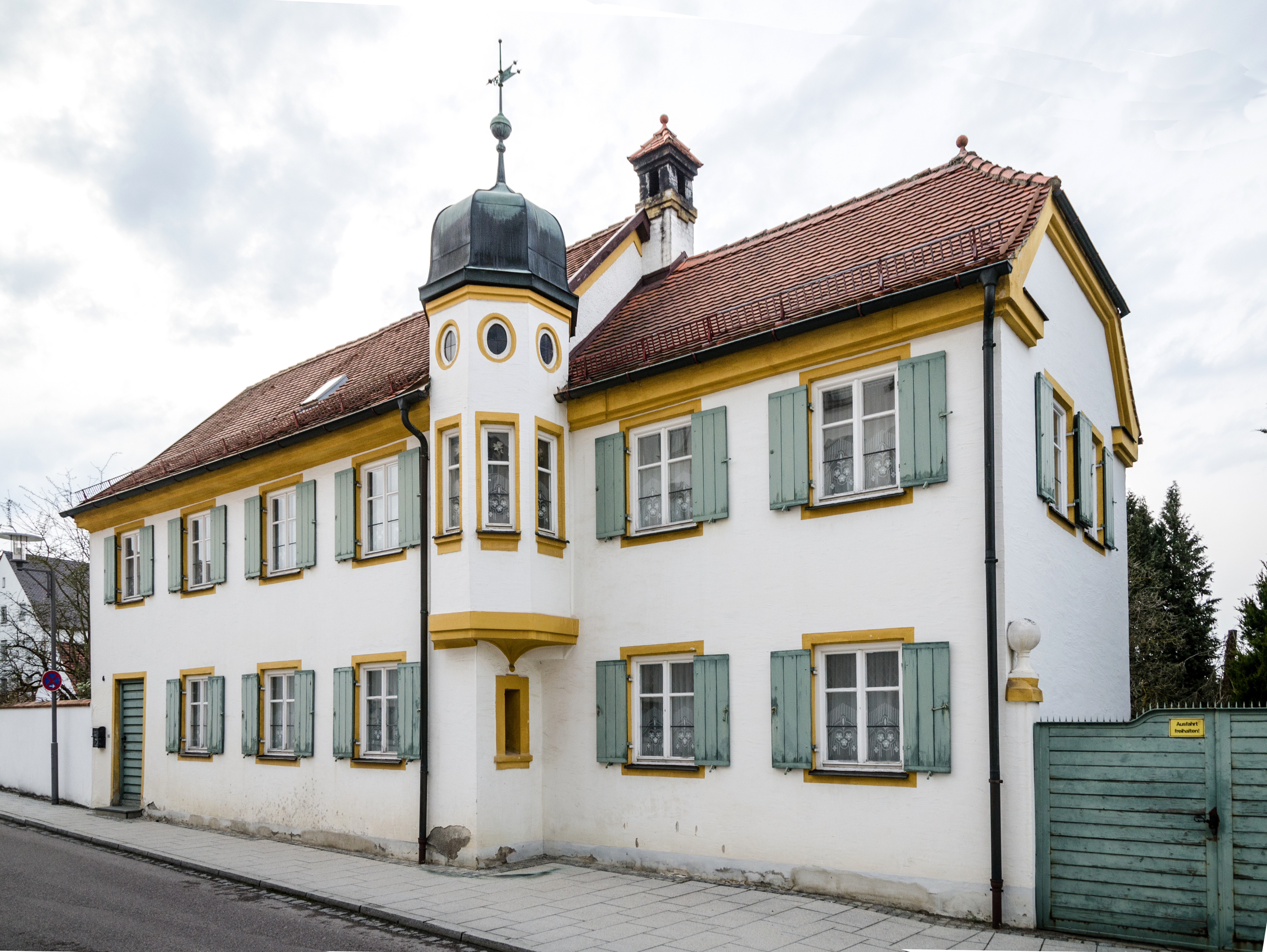
Wohnhaus Konviktstraße 6 in Dillingen an der Donau

Das Gebäude Konviktstraße 6 in Dillingen an der Donau, der Kreisstadt des Landkreises Dillingen an der Donau im Regierungsbezirk Schwaben in Bayern, wurde in der zweiten Hälfte des 18. Jahrhunderts errichtet. Das Wohnhaus ist ein geschütztes Baudenkmal.
Der zweigeschossige Traufseitbau mit Traufgesims besitzt ein polygonales Ecktürmchen mit Haube und Dachknauf. Der sich daran anschließende Anbau nach Osten mit zwei Fensterachsen entstand vermutlich in der zweiten Hälfte des 19. Jahrhunderts.